# Joaquín Urzaiz Cadaval
Joaquín de Urzáiz Cadaval (Nigrán, 15 de setembre de 1887 - Madrid, 11 d'octubre de 1957) fou un funcionari, polític i diplomàtic gallec.
Llicenciat en dret i advocat de l'Estat, era fill del polític i antic ministre Ángel Urzáiz y Cuesta. Va ser diputat del Partit Liberal al Congrés per la província de Huelva a les eleccions generals espanyoles de 1916, a les de 1918 per Canàries i del Partit Republicà Progressista a les eleccions de 1936 de nou per Huelva. Va ser Ministre d'Estat del 30 de desembre de 1935 al 19 de febrer de 1936.